# ペドロ親方の人形芝居
『ペドロ親方の人形芝居』（ペドロおやかたのにんぎょうしばい、スペイン語: El retablo de Maese Pedro）は、マヌエル・デ・ファリャが音楽と台本を担当した、序幕、主部、終幕から成る1幕の人形劇。18世紀以来忘れ去られていた楽器であるクラヴサン（チェンバロ）を、現代オーケストラで使用した初の例である。

## 成立
1919年にポリニャック公爵夫人から、自宅サロンで上演できるような人形劇のための音楽を依嘱されたファリャは、1919年から1922年にかけてセルバンテスの『ドン・キホーテ』第2部のエピソードに基いて本作を作曲し、夫人に献呈した。

## 初演
1923年3月23日にセビーリャにおいて演奏会形式で上演された後、同年6月25日にパリのポリニャック侯爵邸にて、ウラディミール・ゴルシュマン指揮、ワンダ・ランドフスカのクラヴサンにより公式の初演が行われた。
アジア初演（フルステージ形式）は1995年12月にタイペイ・オペラカンパニー（台湾名：台北歌劇劇場）の芸術監督・曾道雄の声かけで実現した。人形の制作と手さばきに布袋戯（台湾伝統人形指遣い芝居）の小西園劇団が協力し、その上演記録はスペイン・グラナダのファリャ邸兼博物館に保管され、東西文化交流の手本として公開されている。

## あらすじ
アラゴンにある宿屋の馬小屋で、ペドロ親方による人形劇が行われる。これを観ていたドン・キホーテは物語にいらぬ茶々を入れ、ついには感情移入の余り劇中の人形に斬りかかる。
（劇中劇のあらすじ）
シャルルマーニュの家臣ドン・ガイフェーロスは、モーロ人に誘拐された妻メリセンドラを救出するが、モーロ人の追手が彼らに迫る（ここでドン・キホーテが劇中劇に乱入する）。

## 編成
管弦楽
フルート（ピッコロ持替え）1、オーボエ2、イングリッシュホルン1、クラリネット1、ファゴット1、ホルン2、トランペット1、ティンパニ2、テナードラム、シロフォン、ラチェット、ジングルのないタンブリン、タムタム、小さい鐘、弦五部（2/2/2/1/1）
独奏
- クラヴサン（チェンバロ）
- ハープリュート（もしくはハープ）

歌手
- ナレーション（ボーイソプラノ、もしくはメゾ・ソプラノ）
- ペドロ親方（テノール）
- ドン・キホーテ（バス、もしくはバリトン）

チェンバロ、ハープリュート、歌手3人は1列目に配置される。

## 楽曲
1. 前口上 Pregón
2. ペドロ親方のシンフォニア（序曲） Sinfonía de Maese Pedro
3. シャルルマーニュ帝の宮廷 Corte de Carlomagno
4. メリセンドラ Melisendra
5. お仕置き La Persecución
6. ピレネー山脈 Los Pirineos
7. 逃亡 La Fuga
8. 終幕 Final